# Rambo II – Der Auftrag
Rambo II – Der Auftrag ist ein US-amerikanischer Actionfilm aus dem Jahr 1985. Er ist der zweite Teil der Rambo-Filmreihe mit Sylvester Stallone als John J.(James) Rambo in der Hauptrolle. Der erste Teil der Reihe war Rambo aus dem Jahr 1982. Die zweite Fortsetzung mit dem Titel Rambo III wurde 1988 gedreht. 2008 kam mit John Rambo der vierte Teil in die Kinos, Rambo: Last Blood folgte 2019. Die deutsche Erstaufführung von Rambo II im Kino erfolgte am 12. September 1985.

## Handlung
Nachdem John Rambo zuvor unter anderem Teile einer US-amerikanischen Kleinstadt verwüstet hatte, verbüßt er nun eine mehrjährige Haftstrafe, während der er in einem Steinbruch arbeitet.
Nach einigen Jahren Haft besucht ihn sein einziger Vertrauter, Colonel Trautman, der ihn für seinen damaligen Einsatz im Vietnamkrieg ausbildete. Rambo war in Vietnam aus einem Kriegsgefangenenlager geflohen. Er wurde aus einer Datenbank des Militärs als einer der drei fähigsten Soldaten für einen Spezialeinsatz in Vietnam ermittelt. Trautman sucht ihn nun auf, um ihm einen Vorschlag zu unterbreiten: Rambo soll der US-Regierung bei einer Mission im Dschungel von Vietnam helfen. Im Gegenzug stellt man ihm ein mögliches Erlassen seiner Haftstrafe in Aussicht. Sollte er gefangen genommen oder getötet werden, werde die Regierung jede Beteiligung bestreiten. Rambo willigt ein.
Vom Leiter der Operation, Marshall Murdock, erfährt er, dass sein Auftrag darin besteht, Fotos von möglicherweise noch immer in Kriegsgefangenschaft befindlichen US-amerikanischen Soldaten zu machen, jedoch diese nicht zu befreien. Bei einem Zwischenfall während des Fallschirmabsprungs über dem vietnamesischen Zielgebiet verliert er einen Großteil seiner Ausrüstung, einschließlich der Fotoausrüstung. Den Tod Rambos bei dem Zwischenfall vermutend, erwägt Murdock bereits, den Einsatz abzubrechen, wird aber von Trautman dazu gebracht, den Plan zunächst einzuhalten.
Auf dem Weg zu dem zu observierenden Lager wird Rambo von seiner vietnamesischen Verbindungsagentin Co Bao gefragt, warum er die Armee verlassen habe. Er antwortet ihr:

„Ich kam zurück in die Staaten und stellte fest, dass ein anderer Krieg stattfand, […] so eine Art »kalter Krieg«, Krieg gegen die zurückkehrenden Soldaten, und diesen Krieg kann man nicht gewinnen.“

Als Rambo in Vietnam tatsächlich US-amerikanische Gefangene findet und deren Leid sieht, entscheidet er – ohnehin ohne Fotoausrüstung –, den Auftrag zu ignorieren und einen von ihnen, nämlich Banks, zu befreien. Dabei wird er mehrmals von vietnamesischen Wachsoldaten entdeckt, die er jedoch lautlos ausschalten kann. Als die Leiche eines Wachmanns entdeckt wird, verfolgt eine große Anzahl Soldaten Rambo, der wegen des geschwächten Banks nur langsam vorankommt, schließlich am vereinbarten Evakuierungspunkt eingeholt und mit Granatwerfern unter Beschuss genommen wird.
Murdock hatte offenbar nicht erwartet, dass Rambo amerikanische Kriegsgefangene finden würde. Es sollte lediglich eine Alibiveranstaltung durchgeführt werden, um danach gegenüber den Angehörigen der vermissten US-Soldaten behaupten zu können, man habe nach den Vermissten gesucht und das Menschenmöglichste jedoch ohne Erfolg getan. Murdock fürchtet anscheinend den Unmut seiner Vorgesetzten und eine unkontrollierbare öffentliche Reaktion, wenn bekannt würde, dass tatsächlich noch amerikanische Kriegsgefangene in Vietnam am Leben sind. Anstatt Rambo wie vereinbart durch den in den vietnamesischen Dschungel entsandten Helikopter aufnehmen zu lassen, befiehlt Murdock über Funk dem Piloten, der Rambo und Banks bereits in Sichtweite hat, abzudrehen. Rambo und Banks werden somit von der Übermacht der sie verfolgenden vietnamesischen Soldaten gefangen genommen. Rambo wird in das Gefangenenlager gebracht, das er zuvor ausspioniert hatte, Banks zu den anderen Kriegsgefangenen in einen Käfig gesperrt. Rambo wird vom vietnamesischen Militär misshandelt und anschließend durch sowjetische Militärberater gefoltert, um ihn zu zwingen, einen die geheime Aktion aufdeckenden und Schuld eingestehenden Funkspruch abzusetzen. Nachdem Rambo der Folter zunächst standhält, droht man ihm, den von ihm befreiten gefangenen Banks zu verstümmeln. Daraufhin geht Rambo anscheinend auf das Ansinnen der Sowjets ein, bedroht jedoch am Funkgerät lediglich Murdock und greift dann die Russen an, nachdem er die als vorgebliche Prostituierte ins Lager gelangte Co Bao bemerkt hat.   
Rambo und Co Bao fliehen im Feuergefecht mit den Wachmannschaften. Im Dschungel können sie sich ein Stück weit absetzen. Seiner Begleiterin sagt er auf deren Bitte hin zu, sie im Anschluss an den Einsatz mit in die Vereinigten Staaten zu nehmen. Es kommt zum Kuss zwischen beiden. Kurz darauf werden sie von vietnamesischen Soldaten entdeckt, ohne Vorwarnung beschossen und Co Bao tödlich verwundet. Rambo tötet einige dieser Soldaten, begräbt Co Bao und konzentriert sich fortan nicht mehr auf die Flucht, sondern darauf, mit Hilfe von Guerilla-Taktiken möglichst viele der ihn verfolgenden vietnamesischen Soldaten und sowjetischen Spezialstreitkräfte zu töten. Letztlich gelingt Rambo mit einem vom Feind gekaperten Hubschrauber die Zerstörung des vietnamesischen Militärlagers, die Befreiung der übrigen Kriegsgefangenen und die Tötung des Befehlshabers der sowjetischen Spezialeinheit.
Rambo setzt die geschwächten, kranken und zum Teil verletzten amerikanischen Kriegsgefangenen im schwer beschädigten Hubschrauber auf dem US-Luftwaffenstützpunkt in Thailand ab, wo sie von Feuerwehrleuten und Sanitätern bereits erwartet werden. Rambo schlägt zunächst den Piloten des Hubschraubers k. o., der tags zuvor auf Murdocks Befehl hin am Evakuierungspunkt wieder abgedreht hatte und feuert dann mit einem MG auf die Computer-Elektronik der Einsatzzentrale, von der Murdock ihm gegenüber behauptet hatte, sie garantiere seine Sicherheit während des Einsatzes. Anschließend sucht Rambo Murdock auf, packt ihn am Kragen, stößt ihn auf die Schreibtischplatte und sein Messer in dessen Richtung herab, aber ein gutes Stück neben ihn. Rambo sagt zu ihm, Murdock müsse wissen oder herausfinden, wo noch andere amerikanische Kriegsgefangene in Vietnam sind und dafür sorgen, dass diese endlich nach Hause kommen. Er droht ihm, andernfalls werde er ihn kennenlernen.
Abschließend versucht Trautman, Rambo zu überzeugen, wieder in die US-Streitkräfte einzutreten. Rambo, der vom Vietnamkrieg, von der Behandlung der Kriegsveteranen in den USA und von Murdocks Lügen und Verrat frustriert ist, lehnt dies jedoch ab. Trautman entgegnet, dass die Verantwortlichen vieles falsch gemacht hätten, dass vielleicht der ganze Vietnamkrieg falsch war, aber dass Rambo deswegen nicht sein Land hassen sollte. Rambo stellt klar, dass er sein Land nicht hasse, sondern ganz im Gegenteil sogar dazu bereit wäre, für sein Land zu sterben. Als Trautman ihn fragt, was Rambo denn wolle, antwortet Rambo, er, wie auch die von ihm befreiten Kriegsgefangenen und sonstigen Veteranen, wollten, dass die USA ihre Soldaten genauso liebten, wie die Soldaten die USA liebten.

## Synchronisation
Die deutsche Synchronisation entstand im Auftrag der Rainer Brandt Filmproduktion GmbH, für die Dialogregie und das deutsche Dialogbuch war Ronald Nitschke verantwortlich.
| Rolle                | Darsteller         | Sprecher                |
| -------------------- | ------------------ | ----------------------- |
| John J. Rambo        | Sylvester Stallone | Thomas Danneberg        |
| Col. Samuel Trautman | Richard Crenna     | Friedrich W. Bauschulte |
| Col. Padovsky        | Steven Berkoff     | Peter Aust              |
| Marshall Murdock     | Charles Napier     | Michael Chevalier       |
| Co Bao               | Julia Nickson-Soul | Maud Ackermann          |
| Ericson              | Martin Kove        | Claus Jurichs           |
| Banks                | Andy Wood          | Ronald Nitschke         |

## Historischer Kontext

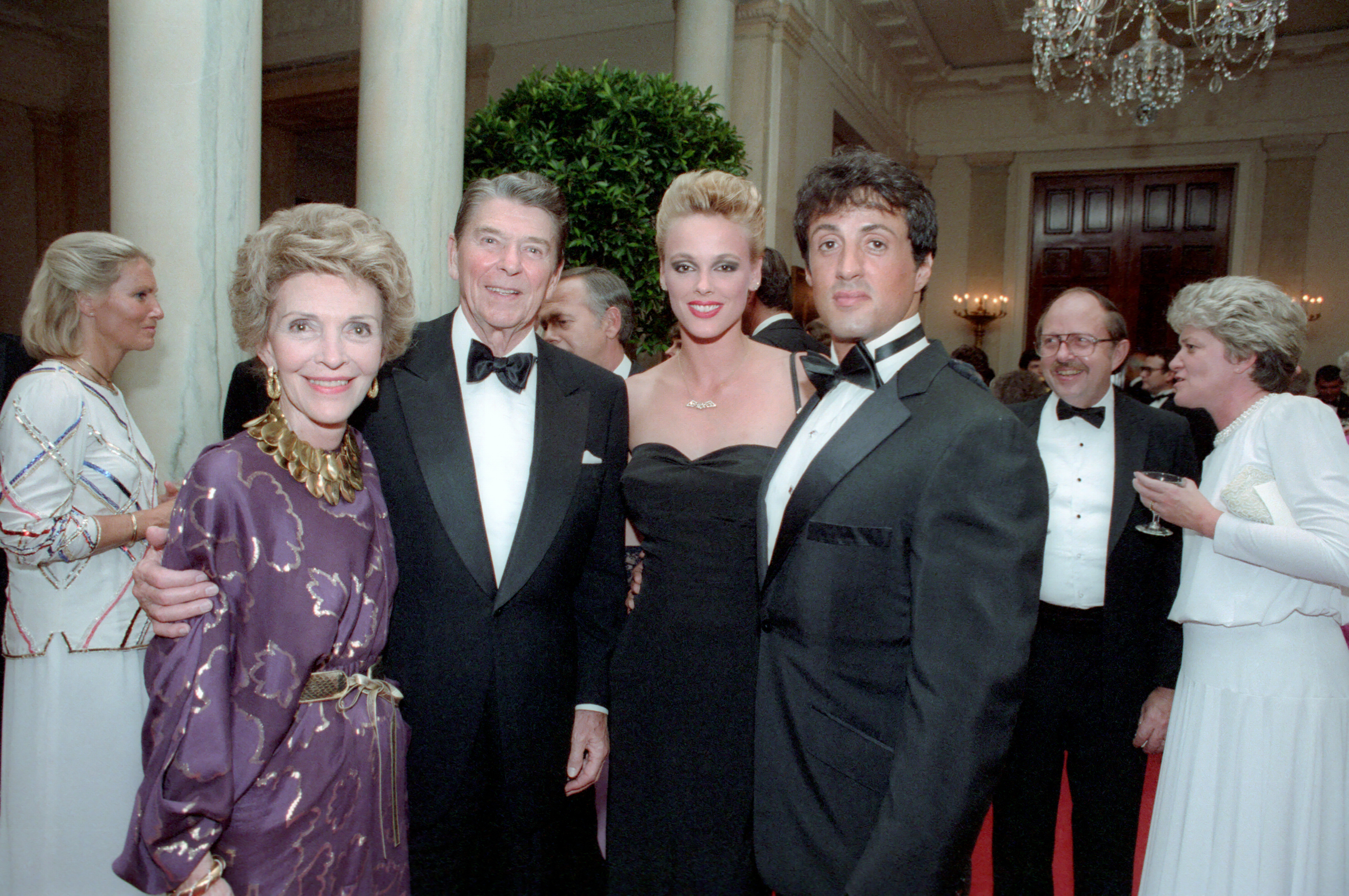
Sylvester Stallone mit Brigitte Nielsen und dem US-Präsidentenpaar Nancy und Ronald Reagan am 8. Oktober 1985

Mit Übernahme der Amtsgeschäfte von Jimmy Carter durch Ronald Reagan am 20. Januar 1981 begann ein Umschwung in der Außenpolitik der Vereinigten Staaten. Reagan setzte auf einen schärferen Kurs, was sich neben einer aggressiven Rhetorik (die UdSSR sei das „Reich des Bösen“) auch in der Unterstützung der antisandinistischen Contras in Nicaragua oder der US-Invasion in Grenada äußerte. Dieser neue Kurs zielte innenpolitisch auch auf die Befindlichkeiten der amerikanischen Bevölkerung.
So wurde am 25. Mai 1981 eine Erklärung des State Department veröffentlicht, in der es heißt:

„In der amerikanischen Haltung hat sich ein Wandel vollzogen […] Wir haben das Vietnamtrauma hinter uns gelassen.“

Dieser Versuch eines „Schlussstriches“ hat in der Auseinandersetzung mit dem Vietnamkonflikt Auswirkungen auf die Filme über Vietnam. Diese Auswirkungen lassen sich ab Anfang der 1980er Jahre in einer Reihe von sogenannten rescue movies erkennen, denen in der Hauptsache der tapfere Kampf mutiger Einzelkämpfer gegen einen übermächtigen Gegner zum ehrenwerten Zwecke der Befreiung von zurückgelassenen Kriegsgefangenen im Dschungel Vietnams Jahre nach Beendigung der Kämpfe gemeinsam ist. Der Krieg soll durch tapfere Soldaten stellvertretend für eine gedemütigte Nation doch noch ein halbwegs gutes Ende nehmen. Neben dem technisch gut ausgestatteten Rambo II gibt es eine Vielzahl von B- und C-Movies in dieser Rubrik, z. B. die Reihe Missing in Action mit Chuck Norris. Die historischen Tatsachen der tatsächlichen Gefechte sind in diesen Produktionen auffallend verdreht: Die Nordvietnamesen sind immer in der Überzahl und technisch überlegen. Sie haben aber gegen perfekt agierende Kämpfer, die auch die natürliche Umgebung mit in ihre Taktiken einbeziehen, keine Chance. Die Realität, in der die US-Truppen trotz ihrer technischen Überlegenheit im für sie fremden und feindlichen Dschungel Vietnams militärisch nicht siegen konnten und gedemütigt wurden, wird durch eine schlichte Umkehrung zu verarbeiten versucht. Die Schuld für die Niederlage wurde oft feigen, verweichlichten und unfähigen Politikern und Bürokraten gegeben, welche die tapfer kämpfende Truppe durch ihre undurchschaubaren und verwerflichen politischen Winkelzüge verraten haben.

## Freigabe in Deutschland
In der Bundesrepublik Deutschland wurde dagegen gerade zu dieser Zeit Gewaltdarstellung im Film als jugendgefährdend heftig kritisiert. Der Arbeitsausschuss der FSK gab den Film am 12. August 1985 trotz vorheriger Kritik ab 16 Jahren frei. Aufgrund weiterer Proteste, die Rambo II als rassistisch und kriegsverherrlichend bezeichneten, erwirkten die Bundesländer Bremen und Nordrhein-Westfalen eine Neuprüfung des Films. Der zuständige Rechtsausschuss, bestehend aus zwei Juristen und drei Pädagogen, die von Filmwirtschaft und öffentlicher Hand berufen wurden, bestätigte am 20. September die Freigabe ab 16.
Der Vorwurf der Jugendgefährdung hielt jedoch an, und Bayern drohte, den Film im Freistaat erst ab 18 Jahren zuzulassen. Der Chefunterhändler der Landesjugendbehörden Joachim Senholt wies in einer Krisensitzung der FSK am 23. Oktober 1985 eindringlich auf die innenpolitische Bedeutsamkeit der Freigabe hin, wenn es zu einem Alleingang Bayerns kommen sollte. Man einigte sich darauf, zum Zwecke der Appellation gegen Entscheidungen der FSK einen neuen Ausschuss zu schaffen, in dem allein Vertreter der Landesjugendbehörden entscheiden würden. In der Tat gab dieser neugebildete Appellationsausschuss aufgrund einer Appellation von Bayern und Baden-Württemberg den Film am 12. November 1985 erst ab 18 Jahren frei. Er wurde in der Video-Auswertung von der BPjS indiziert und erst im Dezember 2010 vom Index gestrichen. Danach erhielt er wieder eine Freigabe ab 18 Jahren. Dies schützt ihn seit der Novelle des Jugendschutzgesetzes 2003 vor einer erneuten Indizierung. Solange der Film in seiner Originalfassung indiziert war, durften nur gekürzte Fassungen im Free-TV ausgestrahlt werden. Auch die VHS-Fassung war trotz Indizierung und FSK-18-Freigabe noch an zwei Stellen gekürzt. Diese Kürzungen wurden allerdings bereits für die ursprüngliche FSK-16-Freigabe der Kinofassung vorgenommen und erst für die deutschen DVD-Veröffentlichungen revidiert.

## Kritiken
„Die Story dient allein dazu, die Gewalt- und Tötungsorgien als nationale Heldentat zu legitimieren.“

„Bei aller Anerkennung der technisch perfekten Machart, die diesen Film durchaus in der Spitzengruppe des Abenteuer-Genres ansiedelt, erscheinen dem Bewertungsausschuss die Schwächen der Story und die Dürftigkeit der ‚Aussage‘ so gravierend, dass sich für die Erteilung eines Prädikats keine Mehrheit fand. Übereinstimmend wurde als peinlich empfunden, wie sich das permanente Töten (und Foltern) in diesem Film zu einem Selbstzweck entwickelt, der an gedankenloser Brutalität und sinnloser Wiederholung kaum zu überbieten ist.“

„Stallone gab nicht nur vor der Kamera den ‚Rambo‘. Nachdem James Cameron (‚Titanic‘, ‚Terminator‘) die erste Drehbuchfassung erstellt hatte, riss Stallone die Kontrolle an sich und schrieb die Story in Eigenregie um. Trotzdem wurde auch Cameron mit dem Anti-Preis der ‚Goldenen Himbeere‘ abgestraft. Denn außer Muckis und Munition knallt hier gar nichts.“

„An den Haaren herbeigezogene Handlung, die nur ein Vehikel für maßlose Gewaltdarstellungen ist.“

## Musik
Die von Jerry Goldsmith geschriebene Musik erschien auf CD zunächst bei Varèse Sarabande und 1999 in einer um 15 Minuten erweiterten Expanded Edition bei Silva Screen. Es spielte das Londoner National Philharmonic Orchestra in den CBS Studios, den heutigen Whitfield Street Studios unter der Leitung von Jerry Goldsmith.

## Sonstiges
- Im Film mussten während des Drehs etliche Einstellungen (z. B. Umgang mit Pfeil und Bogen) verändert werden, da Stallone Linkshänder ist und Kameraeinstellungen ursprünglich auf einen Rechtshänder ausgerichtet waren.
- James Cameron schrieb eine frühe Fassung des Drehbuchs, bei welcher unter anderem Rambo ein Technik-Experte zur Seite gestellt wurde, für dessen Rolle John Travolta vorgesehen war. Diese Version wurde durch Stallone für den letztendlichen Dreh massiv umgearbeitet. Cameron betonte dabei stets, die oft als übermäßig patriotisch missverstandene Rede Rambos zum Ende des Films nicht geschrieben zu haben.
- Die vietnamesischen Soldaten tragen japanische Uniformen aus dem Zweiten Weltkrieg.
- Die US-Punkband Dead Kennedys karikieren in dem auf Bedtime For Democracy enthaltenen Lied Rambozo The Clown den Film als Spielzeug der damaligen US-Regierung zur Manipulation der Kinder.
- Zum Film erschienen mehrere Computerspiele für damals gängige Heimcomputer.
- Sylvester Stallone und Charles Napier standen sich schon 1975 als Kontrahenten gegenüber. In der Serie Kojak, Staffel 3, Folge 2, Ein Fall von Notwehr (My Brother, My Enemy), spielte der damals noch nicht sehr bekannte Stallone in einer Nebenrolle den Detective Rick Daley und Napier den Kriminellen Marty Vaughan.
- Die Panzerabwehrrakete, die Rambo auf den Helikopter abfeuert, ist eine M72 LAW. In der Szene, in der er sie abfeuert, sieht man jedoch die Abzugeinheit einer russischen RPG-7. Jedoch ist ein Abschuss keiner der beiden Waffen aus einem geschlossenen Raum wie der Pilotenkanzel des Helikopters durchführbar und würde zum eigenen Tod führen.
- Der bei der abschließenden Helikopter-Verfolgungsjagd vom Vietcong eingesetzte Mil Mi-24 entpuppt sich bei näherer Betrachtung als Puma, dem Stummelflügel anmontiert wurden.
- Es gibt einen vermeintlichen geografischen Fehler im Film: Vietnam und Thailand haben keine gemeinsame Grenze (tatsächlich grenzt Vietnam im Westen an Laos bzw. Kambodscha). Dies bezieht sich nur auf die in deutscher Sprache synchronisierte Fassung, im Original wird erklärt, dass zuerst Laos überflogen werden müsse, um ins Zielgebiet zu gelangen. Diese Information ist nicht mit übersetzt worden.
- Rambo II ist der mit Abstand kommerziell erfolgreichste Film der Reihe, er erzielte alleine in den Vereinigten Staaten im Kino einen Umsatz von etwa 150,5 Millionen US-Dollar.[9]
- Die Erstausstrahlung in Deutschland erfolgte am Neujahrstag 1991 ab 23:10 Uhr auf dem Sender RTLplus in der ungekürzten Fassung und im ursprünglichen Kinoformat.[10]

## Auszeichnungen
Positive Auszeichnungen:
1986: Oscar-Nominierung für den Besten Tonschnitt (Fred J. Brown)
Negative Auszeichnungen:
1986: Die Goldene Himbeere für
- das schlechteste Drehbuch,
- den schlechtesten Film,
- den schlechtesten Schauspieler (Sylvester Stallone) sowie
- den schlechtesten Original-Song 1986
- Nominierung für die Schlechteste Newcomerin Julia Nickson-Soul
- Nominierung für die Schlechteste Nebendarstellerin Julia Nickson-Soul